# Jocón (platillo típico de Guatemala)
Jocón es un platillo típico de la  gastronomía de Guatemala, que es ampliamente consumido en el país, pero de origen en Huehuetenango. Está compuesto por carne de gallina criolla española o de pollo con salsas tradicionales del país. Históricamente se le conoce como un platillo representativo del departamento de Huehuetenango. El nombre de Jocón se origina del idioma quiché jok om y significa recado verde o cinco verdes. Esto es a causa de la inclusión de sus  ingredientes originales, como el miltomate, cebolla con tallo, cilantro y chile pimiento.

## Origen del Término
La palabra jocón se origina del quiché jok om y significa recado verde por sus ingredientes originales como: el miltomate, tomate verde. cebolla con tallo, cilantro y chile. 

## Reconocimientos
El 26 de noviembre de 2007 el jocón fue declarado Patrimonio Cultural Intangible de la Nación por el Ministerio de Cultura y Deportes por ser una manifestación cultural culinaria que forma parte de la gastronomía guatemalteca.

## Adaptaciones de la Receta
En otros tiempos se solía preparar con costilla de cerdo y ahora en la actualidad se sirve con pollo o gallina. Es una comida caldosa que se sirve en una escudilla o plato hondo de barro, debido a la forma tradicional de servir abundante recado sobre las carnes y que se acompaña con tamales de masa y arroz.